# Vlag van de Zuidelijke Provincie

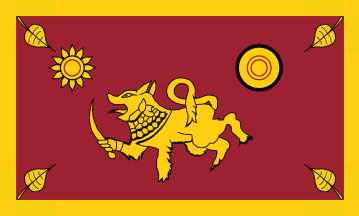
Vlag van de Zuidelijke Provincie

De vlag van de Zuidelijke Provincie werd op 14 november 1987 aangenomen als de vlag van de Zuidelijke Provincie van Sri Lanka.

## Symboliek
Het ontwerp van de vlag van de Zuidelijke Provincie is vergelijkbaar met dat van de nationale vlag, met een springende gouden leeuw in het midden die een zwaard vasthoudt op een kastanjebruine achtergrond, omringd door een gele rand met stixwafels en bodhiboombladeren op de hoeken. Op de vlag staan ook de zon en de maan afgebeeld aan weerszijden van de leeuw.